# Urtica incisa
Urtica incisa é uma planta herbácea perene ereta nativa de córregos e florestas tropicais do leste e sul da Austrália, do nordeste ao sul até o leste, de Queensland e Nova Gales do Sul, em seguida, através do sul, através de Victoria, Tasmânia, sudeste da Austrália do Sul e partes do sul da Austrália Ocidental. Também difundido na Ilha Norte e Sul da Nova Zelândia.

## Crescimento
São geralmente triangulares e opostas, 5–12 cm (2.0–4.7 in) longo, com margens serrilhadas e pêlos urticantes.

## Usos
Os australianos indígenas comiam as folhas depois de assá-las entre pedras quentes. Eles são considerados um vegetal delicioso, com os colonos também o usando para fazer um tônico para limpar o sangue.